# Laczkó Mihály (labdarúgó, 1939)
Laczkó Mihály (Tatabánya, 1939. augusztus 25. – 2016) magyar labdarúgó, fedezet, edző.

## Pályafutása

### Klubcsapatban
1954-ben kezdte a labdarúgást Tatabányán. 1961-ben mutatkozott be az élvonalban, ahol 1974-ig 306 bajnoki mérkőzésen szerepelt és 1 gólt szerzett. Az 1973-as és 1974-es KK-győztes csapat tagja volt.

### A válogatottban
Háromszoros utánpótlás válogatott (1962), kilencszeres B-válogatott (1965–67).

## Sikerei, díjai
- Magyar bajnokság
  - 3.: 1964, 1966
- Magyar kupa (MNK)
  - döntős: 1972
- Közép-európai kupa (KK)
  - győztes: 1973, 1974